# Mitsubishi B1M
Il Mitsubishi B1M, indicato anche Aereo da attacco imbarcato per la Marina Tipo 13 (一三式艦上攻撃機?) in base alle convenzioni di designazione allora vigenti, fu un aerosilurante e bombardiere leggero monomotore biplano sviluppato dall'azienda aeronautica giapponese Mitsubishi Jūkōgyō negli anni venti.

## Storia del progetto
Mentre lavorava per la Mitsubishi, il progettista aeronautico britannico Herbert Smith disegnò il 2MT1, aerosilurante biplano e biposto che venne portato in volo per la prima volta nel gennaio 1923. Il modello venne accettato dalla marina imperiale con la designazione "lunga" Aereo da attacco imbarcato su portaerei Tipo 13-1 o, secondo quella "corta" B1M1, seguito dagli sviluppi indicati dall'azienda come 2MT2 e 2MT3, ai quali la marina assegnò ancora la designazione B1M1. L'ulteriore sviluppo Tipo 13-2 venne indicato come B1M2 mentre la versione finale, il triposto Tipo 13-3 o B1M3, aveva la designazione aziendale 3MT2. La produzione totale si attestò su 443 unità. motorizzato, a seconda della versione, da un Napier Lion da 335 kW o da un Hispano-Suiza.

## Impiego operativo
Il modello entrò iniziò ad essere consegnato ai reparti nel 1924 rimanendo in servizio fino ai primi anni trenta, 32 in forza come equipaggiamento delle portaerei Kaga e Hōshō durante le fasi della guerra di Shanghai del 1932. Un esemplare imbarcato sulla Kaga venne perso durante un combattimento aereo con il pilota statunitense Robert Short, a quel tempo consulente presso il governo della Repubblica di Cina, il quale rimanendo ucciso nell'episodio viene ricordato come un eroe per aver difeso Shanghai dall'attacco dei velivoli giapponesi.
Dal 1929 diversi B1M surplus vennero dismessi e, opportunamente modificati adottando una cabina chiusa per il trasporto passeggeri o merci, immessi nel mercato dell'aviazione civile.

## Versioni
B1M1
prima versione di produzione in serie, biposto, equipaggiata con un motore Napier Lion da 450 hp (336 kW), indicata ufficialmente come Aereo da attacco imbarcato per la Marina Tipo 13-1 e dalla Mitsubishi con le sigle 2MT1, 2MT2 e 2MT3; realizzata in 197 esemplari interamente dalla Mitsubishi.
2MT4
prototipo, versione idrovolante a scarponi, realizzata in un solo esemplare.
2MT5
prototipo, versione aerosilurante biposto equipaggiata con motore Mitsubishi Hi da 450 hp (336 kW) (su licenza Hispano-Suiza), realizzata in un solo esemplare.
B1M2
versione triposto di produzione in serie, basata sul 2MT5, equipaggiata con motore Mitsubishi Hi, indicata ufficialmente come Aereo da attacco imbarcato per la Marina Tipo 13-2 e dalla Mitsubishi con la sigla 3MT1; realizzata in 115 esemplari interamente dalla Mitsubishi.
B1M3
sviluppo migliorativo del B1M2, versione dotata di nuova elica e dispositivo di riduzione dei giri sul motore, indicata ufficialmente come Aereo da attacco imbarcato per la Marina Tipo 13-3 e dalla Mitsubishi con la sigla 3MT2; realizzata in 128 esemplari dalla Mitsubishi e dagli stabilimenti di produzione dell'Undicesimo Arsenale Tecnico Aeronavale di Hiro.
T-1.2
conversione per uso civile del B1M, caratterizzato da diverse configurazioni, con scompartimento passeggeri a cabina chiusa con due o tre posti a sedere, equipaggiato con motorizzazioni varie, o gli originali Napier Lion e Hispano-Suiza o rimotorizzati con il radiale Bristol Jupiter prodotto localmente su licenza. nella bibliografia in lingua inglese il modello viene inoltre identificato come Type 13th Year Converted Aeroplane.

## Utilizzatori
Giappone
- Dai-Nippon Teikoku Kaigun Kōkū Hombu